# Atletismo nos Jogos Olímpicos de Verão de 2012 - 100 m feminino
A competição dos 100 metros rasos feminino nos Jogos Olímpicos de Verão de 2012 aconteceu no dias 3 e 4 de agosto no Estádio Olímpico de Londres. 
Shelly-Ann Fraser-Pryce, da Jamaica, conquistou a medalha de ouro pela segunda vez consecutiva com o tempo de 10s75.

## Calendário
Horário local (UTC+1).
| Data        | Horário | Fase            |
| ----------- | ------- | --------------- |
| 3 de agosto | 10:40   | Preliminares    |
| 3 de agosto | 19:05   | Primeira rodada |
| 4 de agosto | 19:35   | Semifinais      |
| 4 de agosto | 21:55   | Final           |

## Medalhistas
| Ouro   | JAM Shelly-Ann Fraser-Pryce |
| Prata  | USA Carmelita Jeter         |
| Bronze | JAM Veronica Campbell-Brown |

## Recordes
Antes desta competição, os recordes mundiais e olímpicos da prova eram os seguintes:
| Tipo | Atleta                   | Tempo   | Local        | Data                   |
| ---- | ------------------------ | ------- | ------------ | ---------------------- |
|      | Florence Griffith-Joyner | 10,49 s | Indianápolis | 16 de julho de 1988    |
|      | Florence Griffith-Joyner | 10,62 s | Seul         | 24 de setembro de 1988 |

## Preliminares

### Bateria 1
| Pos. | Nome             | CON          | Tempo           | Notas           |
| ---- | ---------------- | ------------ | --------------- | --------------- |
| 1    | Feta Ahamada     | COM Comores  | 11.81           | Q               |
| 2    | Dana Abdul Razak | IRQ Iraque   | 11.91           | Q               |
| 3    | Bamab Napo       | TOG Togo     | 12.24           | q,              |
| 4    | Chauzje Choosha  | ZAM Zâmbia   | 12.29           | Recorde pessoal |
| 5    | Afa Ismail       | MDV Maldivas | 12.52           | Recorde pessoal |
| 6    | Rima Taha        | JOR Jordânia | 12.66           | Recorde pessoal |
| 7    | Aissata Toure    | GUI Guiné    | 13.25           |                 |
| 8    | Kaingaue David   | KIR Kiribati | 13.61           | Recorde pessoal |
|      |                  |              | Vento: +0.9 m/s |                 |

### Bateria 2
| Pos. | Nome                    | CON          | Tempo           | Notas            |
| ---- | ----------------------- | ------------ | --------------- | ---------------- |
| 1    | Delphine Atangana       | CMR Camarões | 11.71           | Q                |
| 2    | Kaina Martinez          | BIZ Belize   | 11.81           | Q                |
| 3    | Diane Borg              | MLT Malta    | 12.00           | q                |
| 4    | Shinoona Salah Al-Habsi | OMA Omã      | 12.45           |                  |
| 5    | Cristina Llovera        | AND Andorra  | 12.78           |                  |
| 6    | Nafissa Souleymane      | NIG Níger    | 12.81           |                  |
| 7    | Asenate Manoa           | TUV Tuvalu   | 13.48           | Recorde nacional |
| 8    | Fatima Sulaiman Dahman  | YEM Iêmen    | 13.95           |                  |
|      |                         |              | Vento: –0.2 m/s |                  |

### Bateria 3
| Pos. | Nome                  | CON               | Tempo           | Notas                |
| ---- | --------------------- | ----------------- | --------------- | -------------------- |
| 1    | Lorene Bazolo         | CGO Congo         | 11.87           | Q                    |
| 2    | Fong Yee Pui          | HKG Hong Kong     | 12.02           | Q                    |
| 3    | Patricia Taea         | COK Ilhas Cook    | 12.47           | Recorde da temporada |
| 4    | Maysa Rejepova        | TKM Turcomenistão | 12.80           | Recorde pessoal      |
| 5    | Pauline Kwalea        | SOL Ilhas Salomão | 12.90           | Recorde pessoal      |
| 6    | Laenly Phoutthavong   | LAO Laos          | 13.15           |                      |
| 7    | Ruby Joy Gabriel      | PLW Palau         | 13.34           |                      |
| —    | Noor Hussain Al-Malki | QAT Catar         | —               | DNF                  |
|      |                       |                   | Vento: +0.2 m/s |                      |

### Bateria 4
| Pos. | Nome              | CON                                 | Tempo           | Notas           |
| ---- | ----------------- | ----------------------------------- | --------------- | --------------- |
| 1    | Toea Wisil        | PNG Papua-Nova Guiné                | 11.60           | Q               |
| 2    | Saruba Colley     | GAM Gâmbia                          | 12.21           | Q               |
| 3    | Martina Pretelli  | SMR San Marino                      | 12.41           |                 |
| 4    | Lidiane Lopes     | CPV Cabo Verde                      | 12.72           |                 |
| 5    | Hala Gezah        | LBA Líbia                           | 13.24           |                 |
| 6    | Pramila Rijal     | NEP Nepal                           | 13.33           |                 |
| 7    | Janice Alatoa     | VAN Vanuatu                         | 13.60           |                 |
| 8    | Mihter Wendolin   | FSM Estados Federados da Micronésia | 13.67           |                 |
| 9    | Tahmina Kohistani | AFG Afeganistão                     | 14.42           | Recorde pessoal |
|      |                   |                                     | Vento: –1.6 m/s |                 |

## Primeira fase

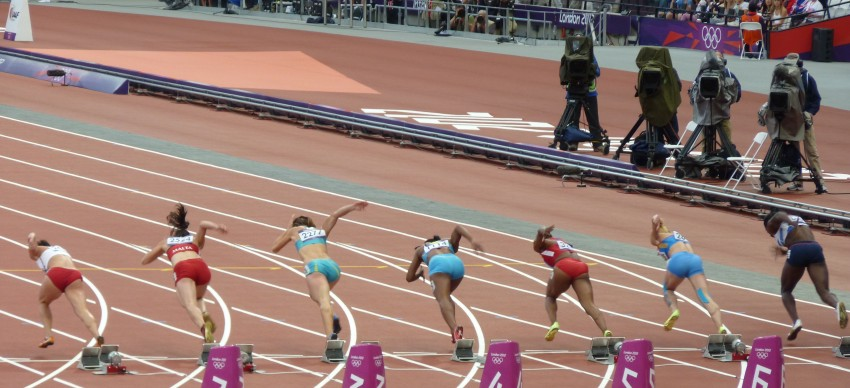
Disputa de segunda bateria, vencida por Carmelita Jeter.

### Bateria 1
| Pos. | Nome                   | CON                          | Tempo           | Notas                |
| ---- | ---------------------- | ---------------------------- | --------------- | -------------------- |
| 1    | Kelly-Ann Baptiste     | TRI Trinidad e Tobago        | 10.96           | Q                    |
| 2    | Myriam Soumaré         | FRA França                   | 11.07           | Q,                   |
| 3    | Verena Sailer          | GER Alemanha                 | 11.12           | Q                    |
| 4    | Ezinne Okparaebo       | NOR Noruega                  | 11.14           | q,                   |
| 5    | Kateřina Čechová       | CZE República Checa          | 11.43           |                      |
| 6    | Kerri-Ann Mitchell     | CAN Canadá                   | 11.49           |                      |
| 7    | Tahesia Harrigan-Scott | IVB Ilhas Virgens Britânicas | 11.59           | Recorde da temporada |
| 8    | Fong Yee Pui           | HKG Hong Kong                | 11.98           |                      |
|      |                        |                              | Vento: +0.4 m/s |                      |

### Bateria 2
| Pos. | Nome              | CON                | Tempo           | Notas                |
| ---- | ----------------- | ------------------ | --------------- | -------------------- |
| 1    | Carmelita Jeter   | USA Estados Unidos | 10.83           | Q                    |
| 2    | Olga Bludova      | KAZ Cazaquistão    | 11.41           | Q                    |
| 3    | Sheniqua Ferguson | BAH Bahamas        | 11.35           | Q                    |
| 4    | Olga Belkina      | RUS Rússia         | 11.38           |                      |
| 5    | Anyika Onuora     | GBR Grã-Bretanha   | 11.41           |                      |
| 6    | Marta Jeschke     | POL Polônia        | 11.42           | =                    |
| 7    | Yuliya Balykina   | BLR Bielorrússia   | 11.70           |                      |
| 8    | Diane Borg        | MLT Malta          | 11.92           | Recorde da temporada |
|      |                   |                    | Vento: +1.5 m/s |                      |

### Bateria 3
| Pos. | Nome                    | CON              | Tempo           | Notas                |
| ---- | ----------------------- | ---------------- | --------------- | -------------------- |
| 1    | Veronica Campbell-Brown | JAM Jamaica      | 10.94           | Q                    |
| 2    | Ivet Lalova             | BUL Bulgária     | 11.06           | Q, =                 |
| 3    | Gloria Asumnu           | NGR Nigéria      | 11.13           | Q, =                 |
| 4    | Lina Grinčikaitė        | LTU Lituânia     | 11.19           | q,                   |
| 5    | Abiodun Oyepitan        | GBR Grã-Bretanha | 11.22           | q                    |
| 6    | Phobay Kutu-Akoi        | LBR Libéria      | 11.52           |                      |
| 7    | Yomara Hinestroza       | COL Colômbia     | 11.56           | Recorde da temporada |
| 8    | Saruba Colley           | GAM Gâmbia       | 12.06           | Recorde nacional     |
|      |                         |                  | Vento: +1.5 m/s |                      |

### Bateria 4
| Pos. | Nome              | CON                   | Tempo           | Notas |
| ---- | ----------------- | --------------------- | --------------- | ----- |
| 1    | Blessing Okagbare | NGR Nigéria           | 10.93           | Q,    |
| 2    | Tianna Madison    | USA Estados Unidos    | 10.97           | Q     |
| 3    | Michelle-Lee Ahye | TRI Trinidad e Tobago | 11.38           | Q     |
| 4    | Tatjana Pinto     | GER Alemanha          | 11.39           |       |
| 5    | Andreea Ogrăzeanu | ROU Romênia           | 11.44           |       |
| 6    | Nimet Karakuş     | TUR Turquia           | 11.62           |       |
| 7    | Feta Ahamada      | COM Comores           | 11.86           |       |
| 8    | Lorene Bazolo     | CGO Congo             | 11.90           |       |
|      |                   |                       | Vento: +0.7 m/s |       |

### Bateria 5
| Pos. | Nome              | CON                          | Tempo           | Notas |
| ---- | ----------------- | ---------------------------- | --------------- | ----- |
| 1    | Allyson Felix     | USA Estados Unidos           | 11.01           | Q     |
| 2    | Rosângela Santos  | BRA Brasil                   | 11.07           | Q     |
| 3    | Ruddy Zang Milama | GAB Gabão                    | 11.14           | Q     |
| 4    | Toea Wisil        | PNG Papua-Nova Guiné         | 11.37           |       |
| 5    | Allison Peter     | ISV Ilhas Virgens Americanas | 11.41           |       |
| 5    | Véronique Mang    | FRA França                   | 11.41           |       |
| 5    | Chisato Fukushima | JPN Japão                    | 11.41           |       |
| 8    | Dana Abdul Razak  | IRQ Iraque                   | 11.81           |       |
|      |                   |                              | Vento: +2.2 m/s |       |

### Bateria 6
| Pos. | Nome                     | CON                   | Tempo           | Notas                |
| ---- | ------------------------ | --------------------- | --------------- | -------------------- |
| 1    | Shelly-Ann Fraser-Pryce  | JAM Jamaica           | 11.00           | Q                    |
| 2    | Semoy Hackett            | TRI Trinidad e Tobago | 11.04           | Q,                   |
| 3    | Olesya Povh              | UKR Ucrânia           | 11.18           | Q                    |
| 4    | Guzel Khubbieva          | UZB Uzbequistão       | 11.22           | Recorde da temporada |
| 5    | Debbie Ferguson-McKenzie | BAH Bahamas           | 11.32           |                      |
| 6    | Melissa Breen            | AUS Austrália         | 11.34           |                      |
| 7    | Wei Yongli               | CHN China             | 11.48           |                      |
| 8    | Bamab Napo               | TOG Togo              | 12.35           |                      |
|      |                          |                       | Vento: +1.5 m/s |                      |

### Bateria 7
| Pos. | Nome                   | CON                          | Tempo           | Notas |
| ---- | ---------------------- | ---------------------------- | --------------- | ----- |
| 1    | Murielle Ahouré        | CIV Costa do Marfim          | 10.99           | Q,    |
| 2    | LaVerne Jones-Ferrette | ISV Ilhas Virgens Americanas | 11.07           | Q,    |
| 3    | Kerron Stewart         | JAM Jamaica                  | 11.08           | Q     |
| 4    | Oludamola Osayomi      | NGR Nigéria                  | 11.36           |       |
| 5    | Nataliya Pohrebnyak    | UKR Ucrânia                  | 11.46           |       |
| 6    | Maria Belibasaki       | GRE Grécia                   | 11.63           |       |
| 7    | Delphine Atangana      | CMR Camarões                 | 11.82           |       |
| 8    | Kaina Martinez         | BIZ Belize                   | 11.89           |       |
|      |                        |                              | Vento: +1.3 m/s |       |

## Semifinais

### Bateria 1
| Pos. | Nome                    | CON                          | Tempo          | Notas           |
| ---- | ----------------------- | ---------------------------- | -------------- | --------------- |
| 1    | Carmelita Jeter         | USA Estados Unidos           | 10.83          | Q               |
| 2    | Veronica Campbell-Brown | JAM Jamaica                  | 10.89          | Q               |
| 3    | Rosângela Santos        | BRA Brasil                   | 11.17          | Recorde pessoal |
| 4    | LaVerne Jones-Ferrette  | ISV Ilhas Virgens Americanas | 11.22          |                 |
| 5    | Semoy Hackett           | TRI Trinidad e Tobago        | 11.26          |                 |
| 6    | Olesya Povh             | UKR Ucrânia                  | 11.30          |                 |
| 7    | Ruddy Zang Milama       | GAB Gabão                    | 11.31          |                 |
| 8    | Abiodun Oyepitan        | GBR Grã-Bretanha             | 11.36          |                 |
|      |                         |                              | Vento: 0.0 m/s |                 |

### Bateria 2
| Pos. | Nome                    | CON                   | Tempo           | Notas            |
| ---- | ----------------------- | --------------------- | --------------- | ---------------- |
| 1    | Shelly-Ann Fraser-Pryce | JAM Jamaica           | 10.85           | Q                |
| 2    | Allyson Felix           | USA Estados Unidos    | 10.94           | Q                |
| 3    | Kelly-Ann Baptiste      | TRI Trinidad e Tobago | 11.00           | q                |
| 4    | Ezinne Okparaebo        | NOR Noruega           | 11.10           | Recorde nacional |
| 5    | Gloria Asumnu           | NGR Nigéria           | 11.21           |                  |
| 6    | Ivet Lalova             | BUL Bulgária          | 11.31           |                  |
| 7    | Sheniqua Ferguson       | BAH Bahamas           | 11.32           |                  |
| 8    | Olga Bludova            | KAZ Cazaquistão       | 11.39           |                  |
|      |                         |                       | Vento: +1.2 m/s |                  |

### Bateria 3
| Pos. | Nome              | CON                   | Tempo           | Notas |
| ---- | ----------------- | --------------------- | --------------- | ----- |
| 1    | Tianna Madison    | USA Estados Unidos    | 10.92           | Q     |
| 1    | Blessing Okagbare | NGR Nigéria           | 10.92           | Q     |
| 3    | Murielle Ahouré   | CIV Costa do Marfim   | 11.01           | q     |
| 4    | Kerron Stewart    | JAM Jamaica           | 11.04           |       |
| 5    | Myriam Soumaré    | FRA França            | 11.13           |       |
| 6    | Verena Sailer     | GER Alemanha          | 11.25           |       |
| 7    | Lina Grinčikaitė  | LTU Lituânia          | 11.30           |       |
| 8    | Michelle-Lee Ahye | TRI Trinidad e Tobago | 11.32           |       |
|      |                   |                       | Vento: +1.0 m/s |       |

## Final

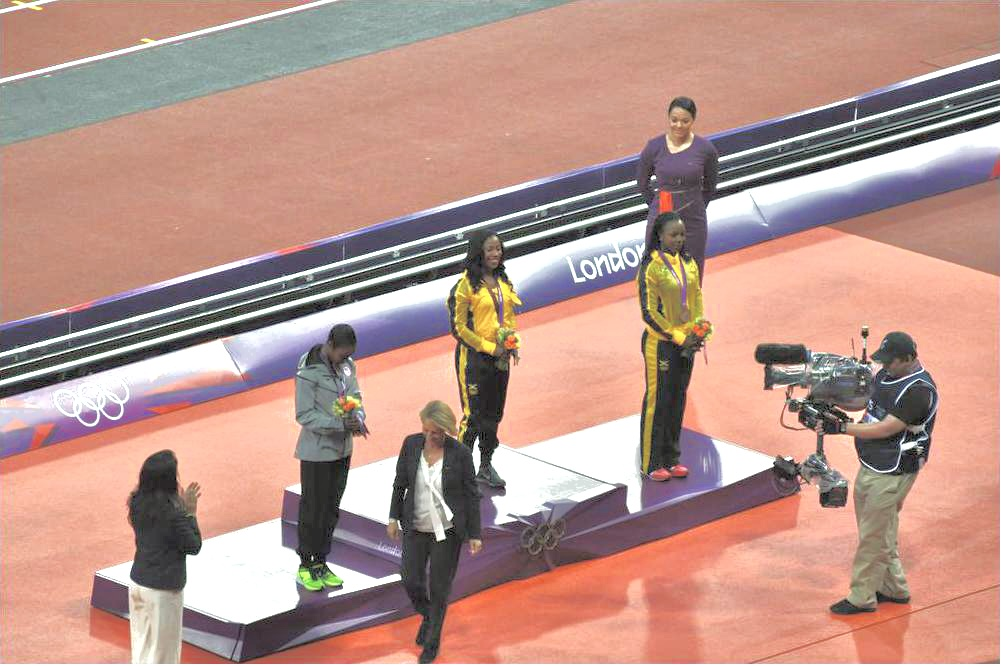
Cerimônia de premiação dos 100 m feminino.

| Pos.              | Raia | Nome                    | CON                   | Reação          | Tempo | Notas                |
| ----------------- | ---- | ----------------------- | --------------------- | --------------- | ----- | -------------------- |
| Medalha de ouro   | 7    | Shelly-Ann Fraser-Pryce | JAM Jamaica           | 0.153           | 10.75 |                      |
| Medalha de prata  | 5    | Carmelita Jeter         | USA Estados Unidos    | 0.153           | 10.78 | Recorde da temporada |
| Medalha de bronze | 4    | Veronica Campbell-Brown | JAM Jamaica           | 0.143           | 10.81 | Recorde da temporada |
| 4                 | 9    | Tianna Madison          | USA Estados Unidos    | 0.171           | 10.85 | Recorde pessoal      |
| 5                 | 8    | Allyson Felix           | USA Estados Unidos    | 0.176           | 10.89 | Recorde pessoal      |
| 6                 | 2    | Kelly-Ann Baptiste      | TRI Trinidad e Tobago | 0.128           | 10.94 |                      |
| 7                 | 3    | Murielle Ahouré         | CIV Costa do Marfim   | 0.156           | 11.00 |                      |
| 8                 | 6    | Blessing Okagbare       | NGR Nigéria           | 0.165           | 11.01 |                      |
|                   |      |                         |                       | Vento: +1.5 m/s |       |                      |

Legenda
| Recorde mundial      | Recorde mundial (World record)               |                       | Recorde africano                      | Recorde africano (African) |                                           | Q | Classificado por posição (Qualified) |
| Recorde olímpico     | Recorde olímpico (Olympic record)            | Recorde da América    | Recorde da América (Americas)         | q                          | Classificado por melhor tempo (Qualified) |   |                                      |
| Melhor marca do ano  | Melhor marca do ano (World leading)          | Recorde asiático      | Recorde asiático (Asian)              | DNS                        | Não largou (Did not start)                |   |                                      |
| Recorde nacional     | Recorde nacional (National record)           | Recorde europeu       | Recorde europeu (European)            | DNF                        | Não terminou (Did not finish)             |   |                                      |
| Recorde pessoal      | Recorde pessoal do atleta (Personal best)    | Recorde da Oceania    | Recorde da Oceania (Oceania)          | DSQ / DQ                   | Desclassificado (Disqualified)            |   |                                      |
| Recorde da temporada | Recorde da temporada do atleta (Season best) | Recorde sul-americano | Recorde sul-americano (South America) | NM                         | Sem marca (No mark)                       |   |                                      |